# Port lotniczy Ilopango
Port lotniczy Ilopango – jeden z salwadorskich portów lotniczych, zlokalizowany w Ilopango, w aglomeracji stołecznej San Salvador. Do lat 1970. główny port lotniczy obsługujący stolicę kraju - został zastąpiony przez Aeropuerto Internacional de El Salvador. Obecnie obsługuje połączenia charterowe i samoloty wojskowe.
W porcie lotniczym Ilopango znajduje się siedziba salwadorskiego urzędu lotnictwa cywilnego Autoridad de Aviación Civil.

## Linie lotnicze i połączenia
- Aviateca (Gwatemala)
- Lacsa (San José (CR))
- TACA [Obecnie część Grupo TACA] (San Pedro Sula, Tegucigalpa, Gwatemala, Los Angeles, Nowy Jork, Miami)
- Copa Airlines (Panama, San Andres Island)
- Iberia (Madryt, Miami, San José (CR), San Juan)
- Sahsa (Tegucigalpa)